# قدمعلی سرامی
قدمعلی سَرّامی (زادهٔ ۸ بهمن ۱۳۲۲ در رامهرمز)، نویسنده، شاعر و پژوهشگر ایرانی در حوزهٔ زبان فارسی و عضو هیئت امنای بنیاد فردوسی است.
در نخستین دورهٔ جایزهٔ پژوهش پروفسور آقابزرگ در سال ۱۳۹۰ او جزو ۵ تن شاهنامه پژوه برتر معرفی شد.
پیرامون آثار و اندیشه‌های وی کتاب «عشق است اگر حقیقتی هست» به قلم دکتر مهری تلخابی منتشر شده‌است. همچنین رمان کوتاهی  با عنوان «زیر پل رنگین‌کمان» به قلم دکتر نیره سادات علوی داستانی است بر بنیاد زندگی دکتر قدمعلی سرامی که به تازگی روانه بازار نشر گردیده است. 
بزرگداشت قدمعلی سرامی که در آذر ۹۷ برگزار شد، ازجمله رویدادهای مرتبط با پاسداشت وی بوده‌است.
وی دکتری خود را در رشتهٔ زبان و ادبیات فارسی در دی ماه ۱۳۶۵ دریافت کرد. تاکنون از او کتاب‌های فراوانی در زمینه‌های گوناگونِ پژوهشی، مجموعه‌شعر، کودک و نوجوان، ترجمه و… منتشر شده‌است.

## زندگی‌نامه
قدمعلی سرّامی در ۸ بهمن ۱۳۲۲ در رامهرمز متولد شد. در خردسالی، پزشک معالج او با تجویز دارویی نامناسب باعث نابینایی یک چشم و کم‌بینی چشم دیگرش گردید و به همین دلیل از رفتن به مدرسه منع گردید و مدتی را به دکان‌داری گذرانید.
سرامی، دیپلم ادبی خود را در خرداد ۱۳۴۳ از دبیرستان سعدی اهواز گرفت و در همین دوران اولین دفتر شعر خود را به نام لبخند آرزو با مقدمه باستانی پاریزی منتشر کرد.

## تحصیلات و فعالیت دانشگاهی
او در کنکور سال ۱۳۴۳ شاگرد اول کنکور رشتهٔ خود در کشور شد. دوره‌های کارشناسی، کارشناسی‌ارشد و دکترای زبان و ادبیات فارسی را همراه با کامران فانی، بهاءالدین خرمشاهی، سعید حمیدیان و جواد برومند سعید در دانشکده ادبیات دانشگاه تهران گذراند و از جمله اساتید وی عبدالحسین زرین‌کوب، ذبیح‌الله صفا، حسن مینوچهر، پرویز ناتل خانلری، بدیع‌الزمان فروزانفر، جلال‌الدین همایی و بهرام فره‌وشی قابل اشاره‌اند.

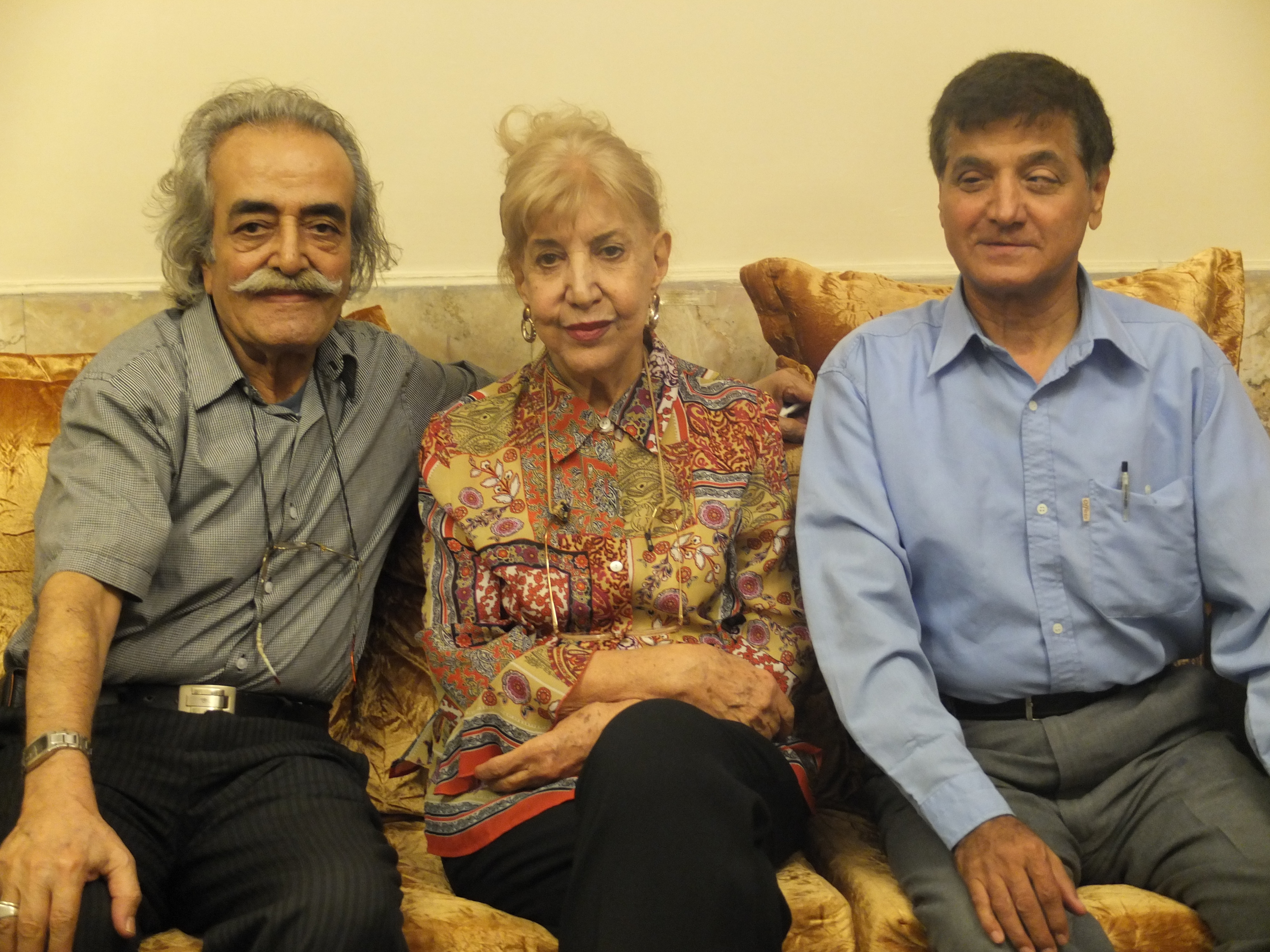
۱۳۹۱ - از چپ به راست: حسین یوسف‌زمانی، سیمین بهبهانی، قدمعلی سرامی

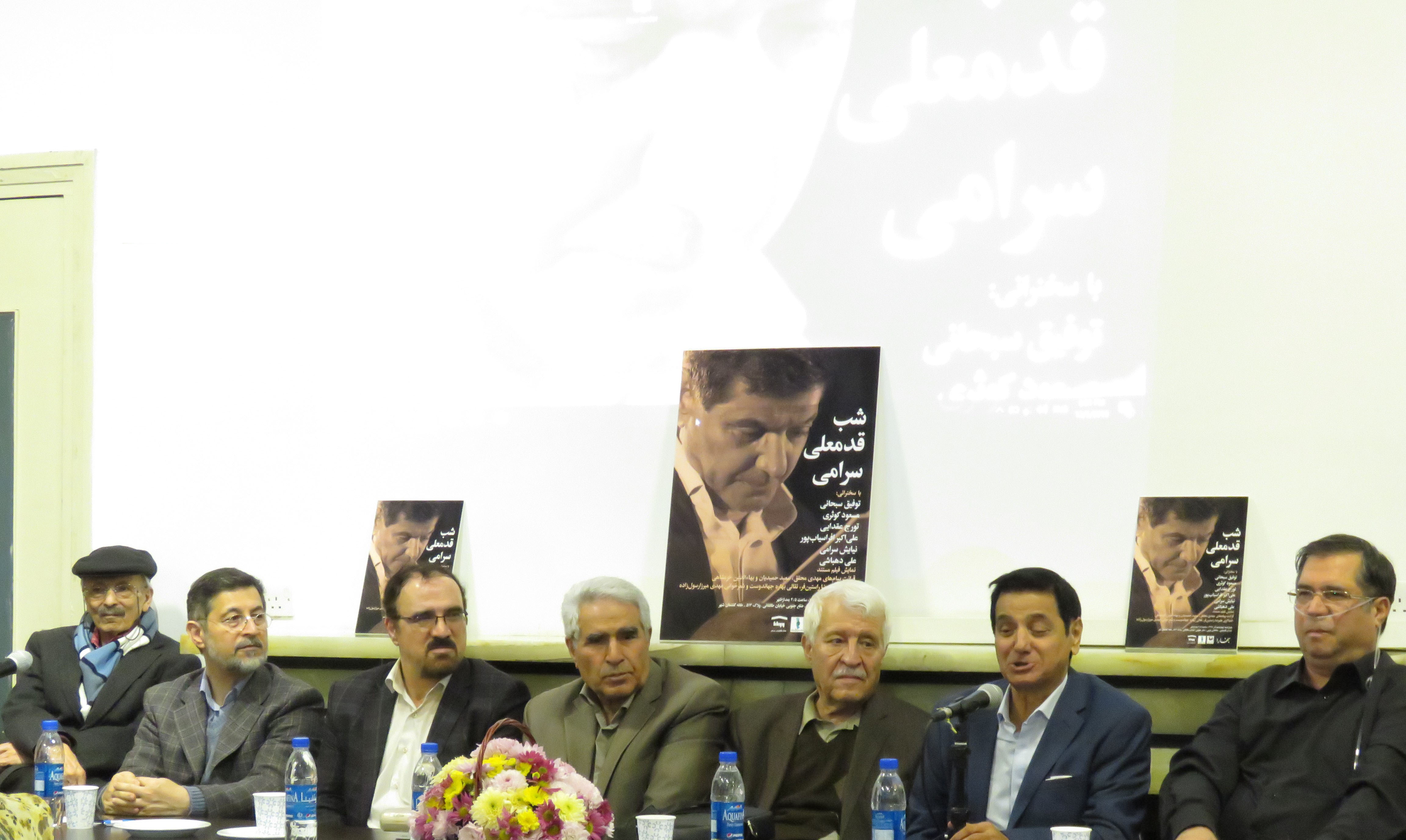
از راست به چپ: علی دهباشی - قدمعلی سرامی - توفیق سبحانی - تورج عقدایی - علی اکبر افراسیاب پور - مسعود کوثری - عظیم زرین کوب

وی از سال ۱۳۵۳ در دانشگاه‌های کشور تدریس کرده و از سال ۱۳۷۱ تاکنون به عنوان استاد راهنمای دوره کارشناسی‌ارشد و دکتری به فعالیت مشغول است.

## سوابق مطبوعاتی و انتشاراتی
وی به مدت ۸ سال از ۱۳۵۱ تا ۱۳۵۹ عضو هیئت تحریریهٔ روزنامه اطلاعات بود و در این مدت مصاحبه‌هایی با عزیز نسین، محمود جمال‌زاده، پروفسور حسن هشترودی، انجوی شیرازی، جواد معروفی، علی اکبر شهنازی، اخوان ثالث، علینقی وزیری، محمد ابراهیم باستانی پاریزی و نورعلی برومند داشت.
او از سال ۱۳۷۹، انتشارات ترفند را بنیاد نهاده که تاکنون ده‌ها جلد کتاب با موضوع ادبیات و تاریخ منتشر کرده‌است.
کتاب وی از رنگ گل تا رنج خار که شکل‌شناسی داستان‌های شاهنامه است، در رشته «ادبیات» از سوی شورای بهترین کتاب سال وزارت فرهنگ و ارشاد اسلامی مورد تشویق قرار گرفته‌است.
کتاب شیرین‌تر از پرواز وی از انتشارات کانون پرورش فکری کودکان و نوجوانان، از سوی شورای کتاب کودک به عنوان بهترین کتاب سال برگزیده و به وسیله مرضیه محبوب به صورت تئاتر عروسکی در تئاتر شهر اجرا شده‌است.

## ترانه‌سرایی
سرامی در سال‌های پیش و پس از انقلاب بالغ بر یکصد ترانه برای آهنگسازان ایرانی از قبیل ابراهیم سرخوش، حسن یوسف‌زمانی، حسین یوسف‌زمانی، محمد بیگلری‌پور، دکتر حسن ریاحی، محمد عبدالصمدی و… ساخته‌است که خوانندگانی همچون نادر گلچین، سیما بینا، معین، حسین خواجه‌امیری، ویگن، سوگول، محمد اصفهانی، عبدالحسین مختابادو هلن (خواننده) ماتووسیان آن تصانیف و ترانه‌ها را خوانده‌اند.
از معروف‌ترین ترانه‌های سروده شده توسط ایشان کوچه باغ راز (با صدای نادر گلچین، معین، عبدالحسین مختاباد، محمد اصفهانی و رامین یوسف‌زمانی)، کولی‌باران (با صدای سیما بینا و محمدرضا سعیدی)، دو ابر (با صدای سیما بینا)، دوباره آفتاب داره مهربون می‌شه (با صدای حسین خواجه امیری)، ترانه به لب (با صدای ناصر مسعودی) و رنگین کمان با صدای ویگن را می‌توان نام برد.
همچنین او در سال‌های ۱۳۶۶ و ۱۳۶۷ عضو شورای موسیقی سازمان صدا و سیمای جمهوری اسلامی ایران بوده‌است.

## قدمعلی سرامی در نگاه دیگران

### محمد ابراهیمباستانی پاریزی
«من روزی‌که اوّلین قطعهٔ آقای سرّامی را خواندم، این شور و حال را در ابیات آن یافتم و مهمتر این است که پختگی و سلامت و صحت را نیز در وزن و قافیه و صورت ظاهر شعر این آقای دانش‌آموز بسیار با استعداد و شاعر خوش قریحهٔ خوزستانی، به خوبی می‌توان دید و تشخیص داد.»

### مهدی محقق
«دوست عزیزمون دکتر قدمعلی سرامی ... در سال ۱۳۴۳، سالی که من از لندن برگشته بودم و در دانشکده ادبیات درس می‌دادم، ... همراه با آقای بهاءالدین خرمشاهی و کامران فانی از بهترین دانشجویان بودند... . ایشون از همان وقت، ذهن وقاد و قریحه‌ی سرشاری داشتند ... . الحمدالله که وجود نافع و پرثمری هم شده‌اند و هر جا که ایشون باشند، اعم از اینکه در کار تحقیق باشند یا در کار تدریس باشند موجب خیر و برکت هستند. خداوند عمر شریفشون رو طولانی‌تر بکنه.»

### حسن احمدی گیوی
«در قلمرو شعر سپید و آزاد، استادان برجسته‌ای داشته‌ایم و داریم ولی آنان، در شعر عروضی آن مهارت، استادی و مقام را ندارند. کسانی که در هر دو زمینه، شعرهای بلند قابل توجه و موفق داشته باشند، این دو نفرند: «آقای دکتر شفیعی کدکنی و آقای دکتر قدمعلی سرامی …»

### بهاءالدین خرمشاهی
«در میان همدرسان ...، سرامی شخصیتی شاخص بود و توجه و احترام دانشجویان دیگر و حتی استادان را برانگیخته بود، به ویژه آنکه مجموعه‌اي از اشعار خود به نام «لبخند آرزو» را با مقدمه‌ي شادروان دکتر باستانی پاریزي منتشر کرده بود. سرامی جوان که ساکن کوي دانشگاه بود گاه به گاه ما را به اتاق خود در کوي دعوت می‌کرد و به مدد حافظه و هوش درخشانش، اشعاري را از خود و دیگر شاعران عصر قدیم و جدید می‌خواند، حتی در مورد دگرسانی‌ها و دگرخوانی‌ها (به معناي نسخه بدل‌ها یا اختلاف قرائات) که گاه در بعضی از اشعار به ویژه شعر حافظ پیش می‌آمد، اظهار نظر می‌کرد. گمان می‌کنم او شاگرد اول رشته‌ي زبان و ادبیات فارسی بود.»

### سعید حمیدیان
«سرامی حافظهٔ عجیبی داشت، و ظاهراً مشکل چشمانش (که به قول خودش چشم پزشکی با شش کلاس سواد در رامهرمز باعث آن شده بود) چنان کرده بود که حتی دروس حجیمی چون تاریخ ادبیات را می‌توانست با یک بار خواندن حفظ کند. با وجود چنان نقصی، من، خرّم (بهاءالدین خرمشاهی)و فانی (کامران فانی)هر چه می‌کوشیدیم باز معدل نمرات سرامی چیزکی از ما بیش بود. او شاعری مفلق بود (و لابد هنوز هست) و در همان دوره، منظومه‌ای در شعر نیمایی با نام با این سکوت سرخ چاپ کرد که از عنوانش پیداست بودار است و مدتی برایش مایهٔ حبس و دردسر شد، هرچند بعد از آن گویا «شیخ زندگی اختیار کرد». او و خرّمشاهی و روایی و من دایماً در حال سرودن و نقد کارهای یکدیگر بودیم.»

### محمدجعفر یاحقی
«آدم‌های یک ¬کتاب را در زندگی کم ندیده‌ایم. آدم‌هایی هم هستند که تمام توان خلاقیت خود را با انگیزه‌ای مشخص در مسیر خلق یک اثر به کار می‌گیرند و آرش‌وار جان خویش را بر چله‌ی کمان اثری می‌گذارند و به مرزهای بشریت پرتاب می‌کنند. نوابغی که یکدل و یک¬جهت نبوغ و خلاقیت خود را مدت العمر با نگاه به یک نقطه‌ی مشخص و با هدفی روشن بر سر یک کار می‌گذارند و تا پایان راه پیش می‌روند و اثری می‌آفرینند، زمان و مکان را در می‌نوردند و نام خود را با خلق تنها یک اثر در پهنه‌ای وسیع جاودانه می‌کنند. ....  از میان پدیدآورندگان نسل دوم، نام قدمعلی سرامی هم با کتاب از رنگ گل تا رنج خار، با زیرعنوان «شکل‌شناسی قصه‌های شاهنامه» که نخستین بار در سال ۱۳۶۸چاپ و منتشر شد، در زبان شاهنامه‌دوستان و قاطبه‌ی کتاب‌خوانان حوزه‌های آکادمیک افتاد.» 

### مجدالدین کیوانی
«سرامی اگرچه از نعمت بینائی کامل محروم است، ولی هزار مرتبه از بینایان بهتر می‌خواند و نیکوتر در می‌یابد. چشم دلش روشن است و چشمه‌ی ادراکش زاینده. هر وقت او را می‌بینم بی اختیار به یاد رودکی از گذشتگان و طه حسین و دکتر محمّد خزائلی از معاصرین می‌افتم. چه، وجوه تشابهی با این بزرگان دارد. بر خاطر می‌گذرانم که کودکی آنان همچون خردی سرامی بوده است. در قحط سال علم و ادب، در بین محصّلین، زمانیکه اکثر فارغ التحصیل‌های ششم متوسطه از توجیه و تفسیر مطالب عادی ناتوانند و از تقریر و تحریر آسانترین موضوعات در می‌مانند، وجود سرامی شگفت‌آور است.»

### پیرایه یغمایی
«نخستین چیزی که در اشعار این شاعر جلب نظر می‌کند این است که او فقط روی یک نوع شعر درنگ نمی‌کند. او خود را به شعر می‌سپارد و اجازه می‌دهد که شعر خودش قالبش را کشف کند. واژگانی که در شعرش بکار رفته، گواهی می‌دهد که وی ابزار شاعری را به تمام و کمال و براثر مطالعات گسترده برای خود فراهم آورده‌است. از ادبیات کلاسیک گرفته تا ادبیات معاصر، ادبیات کوچه و بازار و حتی ادبیات کودکانه.»

### فرزام پروا
« چه نیکوسروده‌ای است قدمعلی سرامی! سروده‌ای که عمری مهاجر شهر «غربت» است، اما از همان‌جا دانایی را می‌سراید، زیرا همانطور که خود او گفته: «غربت آیینه‌ی دانایی است.» بله! غربتی که او از «جهان مادری» تجربه کرده، زندگی همه‌ی ما را غنی‌تر کرده است.»

### وحید مبارک
در سال ۱۳۷۳ وقتی برای ادامه تحصیل وارد دانشگاه آزاد زنجان شدم، مدتی بود که در مدارس زنجان تدریس می کردم و دلم می خواست که در دانشگاه تهران ادامه تحصیل می دادم ولی نشد. استاد قدمعلی سرامی،  با شروع تحصیل و در کلاس درس شاهنامه، چنان شور و هیجانی در من برانگیخت که بیدرنگ، خواندن تمامی شاهنامه را برای بار نخست، تجربه کردم و سرشار شدم، صفا و یکرنگی و عمق سخنان استاد، چیزی شبیه به کار فردوسی بود و سبب شد که از شاگردی ایشان، بر خویشتن ببالم و خوشحال باشم که پایان نامه ام را با ایشان گذراندم آنهم با موضوع شاهنامه. من از ایشان یادگرفتم که باید خواند و از انجام کار بزرگ علمی و ادبی نهراسید. خدایا بسلامت دارش.

## نمونه اشعار
| « | زمستان بود فصل روسپیدی‌ها برون افتاده پیدا بود دندان‌های سرماها تو گویی خنده بر بیچاره‌ها می‌کرد نمی‌دانم چرا می‌کرد؟ تو گفتی گر که می‌خواهی مرا از جان و دل، اکنون مهیا کن برای من گل سرخی میان شهر گردیدم به هر جا گل‌فروشی بود، پرسیدم که گل داری؟ ولی تا گفت گل بهر که و بهر چه میخواهی و من گفتم برای تو: برای لعبتی آشوبگر، طناز، افسونگر جوابم داد: اینجا در دل این برف‌ها هرگز گل سرخی نمی‌یابی بسان تشنه‌ای بودم که می‌گردد پیِ آبی ولی ناگه به چاک سینه‌ام دیدم گل سرخی و لرزیدم گل سرخی به رنگ خون، به رنگ باده گلگون. همان گل را فرستادم برای تو نمیدانم پسندیدی؟ و یا مستانه خندیدی ؟ نمی‌دانم نمی‌دانم ... قدمعلی سرامی توضیح: این شعر پیشتر در فضای مجازی به نادرست به سهراب سپهری، فروغ فرخزاد، مهدی اخوان ثالث و ... منتسب شده است. | » |

| « | آب را بر آتش ریختم، آتش بی بال و پر شد، امّا آب، بال و پر درآورد! عشق… دیوانگی پدیدارهاست! ... قدمعلی سرامی | » |

| « | عشق، شعله‌ای تنهاست، ایستاده در نظرگاه دو آیینه! لیک از این تنها، بینهایت در دل آیینه‌های جاریست… قدمعلی سرامی | » |